# تنها (فیلم ۱۹۹۱)
تنها (به هندی: Akayla) فیلمی محصول سال ۱۹۹۱ و به کارگردانی رامش سیپی است. در این فیلم بازیگرانی همچون آمیتاب باچان، آمریتا سینگ، جکی شروف، میناکشی سشادری، آدیتای پانچولی، شاشی کاپور، هلن ایفای نقش کرده‌اند.